# Арабан
Арабан (тур. Araban) — город и район в провинции Газиантеп (Турция).

## История
Люди жили в этих местах с доисторических времён, а крепость Рабан была построена ещё до мусульманского завоевания. В разное время она принадлежала то Киликийской Армении, то крестоносцам, то сельджукам. В XVI веке султан Селим I завоевал эти земли и включил их в состав Османской империи.